# Carlos Vinagre
Carlos Alberto de Aragão Vinagre (Belém, 25 de abril de 1934 — 22 de maio de 2006) foi um político e advogado brasileiro que exerceu o cargo de deputado federal por três mandatos. Ele também participou da Assembléia Nacional Constituinte de 1987 como titular da cadeira, participando da elaboração da Constituição de 1988.
Graduado como bacharel em ciências jurídicas e sociais pela Faculdade de Direito da Universidade Federal do Pará e licenciado pela Faculdade de Filosofia da mesma universidade, ocupou cargos na prefeitura de Belém, além de ter sido promotor público e deputado estadual por dois mandatos, cargos todos exercidos no estado do Pará.
Em sua carreira profissional, também foi editor do Diário do Pará, diretor da Loteria do Estado do Pará e presidente do Instituto de Estudos Amazônicos.
Foi casado com Floripes de Albuquerque Vinagre, com quem teve cinco filhos. Faleceu em 22 de maio de 2006 por conta de uma infecção generalizada agravada por uma insuficiência renal crônica.

## Primeiros passos e início da vida profissional
Nascido em Belém no ano de 1934, Carlos Vinagre sempre possuiu ligação com seu estado natal. Em sua linhagem familiar, o ex-político era parente de Francisco Pedro e Antônio Vinagre, líderes do movimento da Cabanada, que teve no estado do Pará um dos seus locais de foco, entre os anos de 1834 e 1838, com o objetivo de uma melhor distribuição das terras na região.
Iniciou sua carreira profissional a partir da graduação em Direito na Universidade Federal do Pará, se tornando bacharel em ciências jurídicas e sociais. Logo após a primeira graduação, também completou o curso de Filosofia, também na faculdade paraense. Seu primeiro cargo político foi como oficial de gabinete da prefeitura de Belém, posto ocupado entre 1962 e 1963, durante a gestão do governador Aurélio do Carmo. Um ano depois, em 1964, tornou-se promotor público no município de Maracanã (PA), cargo que ocupou até 1970.

## Vida Política
O início de sua vida política se deu ainda em 1970, quando se filiou à legenda do Movimento Democrático Brasileiro (MDB), partido oposicionista ao regime militar instaurado no país desde 1964. Já no partido, candidatou-se ao cargo de Deputado Estadual, sendo eleito para um mandato de quatro anos. Em 1974, tentou a reeleição para mais quatro anos na Assembléia Legislativa do estado, com sucesso.
Em novembro de 1978, já ao final de seu mandato, concorreu ao cargo de deputado federal, conquistando a posição de primeiro suplente do partido no Congresso Federal. Com o fim do bipartidarismo no Brasil, entrou para o Partido do Movimento Democrático Brasileiro (PMDB) em novembro de 1979, legenda pela qual exerceu o mandato de Deputado Federal durante os meses de maio e agosto em 1981, graças ao afastamento do titular, Jáder Barbalho, que se tornou candidato ao governo do estado do Pará.
Paralelamente ao cargo de editor da publicação Diário do Pará, fez campanha para se eleger novamente para a Câmara dos Deputados. Com o sucesso da candidatura, tomou posse em fevereiro de 1983, assumindo papel relevante dentro da Comissão de Agricultura e Política Rural como titular da cadeira.
Em 1984, foi favorável ao projeto da emenda Dante de Oliveira para eleições diretas ao cargo de Presidente da República. Com a derrota da PEC na Câmara dos Deputados, participou do Colégio Eleitoral, reunido em janeiro de 1985, o qual elegeria o novo chefe de estado brasileiro. Seu voto foi para Tancredo Neves, oposicionista do regime e que fazia parte da Aliança Democrática, coligação entre o PMDB e dissidentes do Partido Democrático Social (PDS).
Às luzes da reabertura política no Brasil, Vinagre se candidatou ao posto de Deputado Federal constituinte em novembro de 1986, sendo eleito novamente. Tomou posse em 1 de fevereiro de 1987 e integrou a Subcomissão do Poder Judiciário e do Ministério Público, na Comissão da Organização dos Poderes e Sistema de Governo, além de ser suplente da Subcomissão dos Municípios e Regiões e da Comissão da Organização do Estado.
No cargo, votou a favor do sistema presidencialista de governo, do rompimento de relações democráticas com países que apresentassem políticas de discriminação racial, do mandato de segurança coletivo, favorável à limitação dos juros reais em 12% ao ano, à proteção do emprego e contra demissões sem justa causa dos funcionários, legalização do jogo do bicho e ao mandato presidencial de cinco anos.
Foi contrário à pena de morte, limitação do direito à propriedade privada, remuneração maior para horas excedentes à jornada de trabalho dos funcionários, jornada de 40 horas semanais, turno ininterrupto de seis horas, anistia de pequenos e micro empresários e à criação de um fundo de apoio à reforma agrária.
Licenciou-se por 120 dias do cargo em outubro de 1988 por conta de motivos de saúde, sendo substituído por Mário Martins. Retornou em fevereiro de 1989, concorrendo à reeleição em outubro do mesmo ano, porém, sem sucesso. Com isso, deixou a Câmara dos Deputados em janeiro de 1991, ao fim do mandato.
Dois meses depois, assumiu a posição de diretor-presidente da Loteria do Estado do Pará, cargo para o qual foi nomeado pelo então governador do estado, Jáder Barbalho. Ocupou o posto por 4 anos, tentando se eleger novamente para o Congresso Nacional em 1995, mas, sem sucesso novamente.

Apesar disto, foi nomeado representante do Ministério Público do Pará em Brasília, ficando no cargo até agosto de 1998, quando assumiu a presidência do Instituto de Estudos Amazônicos.